# پائول دسائو
پائول دسائو (آلمانی: Paul Dessau؛ ‏ ۱۹ دسامبر ۱۸۹۴ – ۲۸ ژوئن ۱۹۷۹) موسیقی‌دان، آهنگساز، رهبر ارکستر و استاد دانشگاه اهل آلمان شرقی بود.
از فیلم‌هایی که وی در آن‌ها نقش داشته‌است، می‌توان به جبل طارق و آنا و الیزابت اشاره نمود.